# Ieder zijn deel
Ieder zijn deel was een comedyserie (sitcom) die uitgezonden werd van 8 januari 1976 tot 21 november 1978 door de VARA. In 2009 is het programma herhaald op het themakanaal Hilversum Best.
In 1975 werden scenarioschrijvers Alexander Pola en Chiem van Houweninge door de VARA gekoppeld om een comedyserie te schrijven. "Ieder zijn deel" was daarvan het resultaat. De serie was gebaseerd op de indertijd modieuze trek van stedelingen naar boerderijtjes in de provincie. Het duo was succesvol en de samenwerking werd voortgezet met Cassata, Zeg 'ns AAA en 
Oppassen!!!.
In de serie wonen Gaby (Kitty Janssen) en Willem van Dieren (André van den Heuvel) met hun zoon Hubert (Manfred de Graaf) en schoondochter Bea (Çanci Geraedts) in een boerderij. De ouders leiden een alternatief leven, terwijl de kinderen een meer luxe leven willen. Dagelijks wordt het huishouden bestierd door huishoudster Truus (Carry Tefsen), die getrouwd is met postbode Rinus (Piet Hendriks). Ook Rinus laat zich regelmatig zien, om post te bezorgen of allerhande klusjes op te knappen. Een andere vaste gast in huize Van Dieren is Bea's mondaine moeder Janet (Ina van Faassen), die graag mag kibbelen met Willem, met wie ze meestal totaal van mening verschilt. Truus en Rinus hebben ook een zoon Jaap, eenmalig gespeeld door Jaap Stobbe in het derde seizoen.

## Trivia
- Huishoudster Truus heeft overduidelijk model gestaan voor Mien Dobbelsteen, de huishoudster bij de familie Van der Ploeg in de serie Zeg 'ns Aaa.
- Kitty Janssen en André van den Heuvel waren ook in werkelijkheid een echtpaar.
- Gastacteurs in de serie waren onder andere Jérôme Reehuis, Willeke van Ammelrooij, Hans Cornelissen, Diana Dobbelman, Ton van Duinhoven, Lex Goudsmit, Hans Otjes, Wiesje Bouwmeester en Pieter Lutz.
- Het gehele eerste seizoen uit 1976 is niet bewaard gebleven. De andere twee seizoenen zijn wel bewaard gebleven, met uitzondering van een compilatie, uitgezonden voorafgaand aan het derde seizoen.